# Liptó
Liptó (hongrois : Liptó [ˈliptoː] ou Liptó vármegye ; allemand : Liptau ; latin : Comitatus Lyptoviensis ou Liptovium ; slovaque : Liptov ; polonais : Liptów)  est un ancien comitat de la Grande Hongrie, au sein de l'Autriche-Hongrie, formant aujourd'hui la région historique transfrontalière de Liptov en Slovaquie et en Pologne.

## Localisation
En 1910, le comitat de Liptó avait une superficie de 2 247 km2 pour 86 906 habitants ce qui correspond à 38,7 hab./km2. Le chef-lieu était Liptószentmiklós (en français Saint-Nicolas de Liptov, aujourd'hui Liptovský Mikuláš).
Il se situe de nos jours en majeure partie en Slovaquie avec une petite partie en territoire polonais.

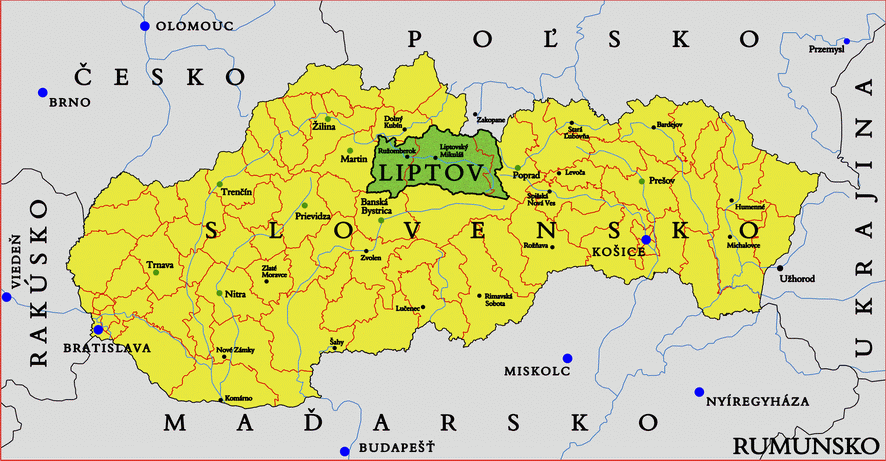
Localisation en Slovaquie

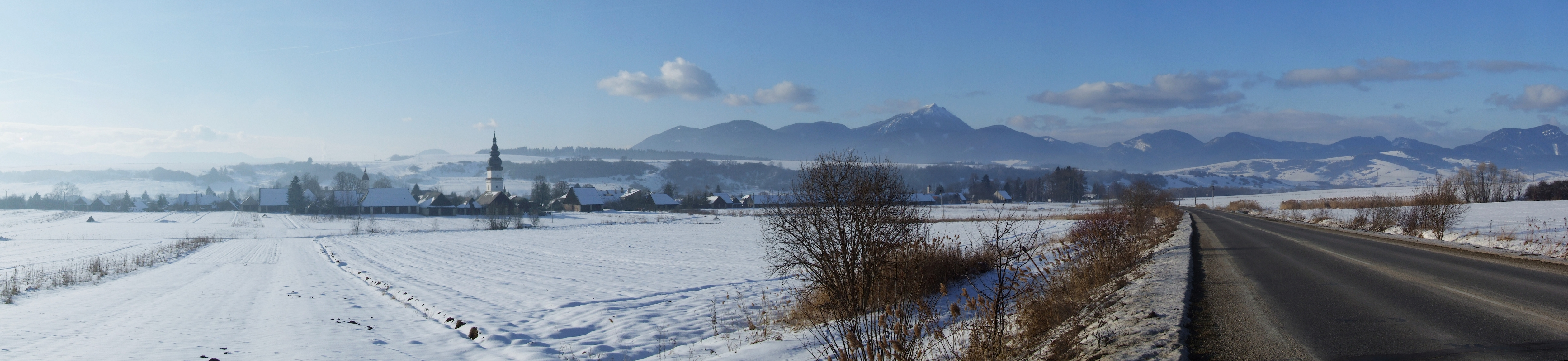
Panorama de Liptov en hiver

## Histoire
Liste des főispán du comitat de Liptó entre 1526 et 1848 :
- 1526 – 1533 : poste vacant
- 1533 – 1536 : Ľudovít/Lajos Pekry de Petrovina
- 1536 – 1554 : poste vacant
- 1554 – 1566 : András Báthori (hu)
- 1566 – 1581 : Ján Kružič/ János Kruzsics de Lepogleva
- 1582 – 1609 : István Illésházy (Štefan Ilešházi)
- 1609 – 1648 : Gáspár Illésházy (hu)
- 1648 – 1679 : Miklós Illésházy
- 1679 – 1723 : Miklós Illésházy (hu)
- 1724 – 1766 : József Illésházy
- 1766 – 1799 : Ján Baptista Illésházy
- 1799 – 1800 : poste vacant
- 1800 – 1838 : István Illésházy (Štefan Ilešházi) (hu) (démissionne officiellement en 1822)
- 1840 – 1848 : Anton Majténi

## Population
Répartition ethnique de la population selon les recensements de 1891 :
- Slovaques 93,78 %
- Allemands 3,34 %
- Hongrois 2,30 %